# Schönberg (Starnberg)
Der Schönberg  ist ein 661 m hoher Berg im Bayerischen Alpenvorland nördlich des Starnberger Sees.
Der flache Berg ist stark bewaldet und westseitig komplett vom Golfplatz beim Gut Rieden begrenzt. Ostseitig grenzt das Würmtal an.
Auf dem Schönberg befindet sich die abgegangene Burganlage mit Turmhügel Leutstetten und das dazugehörige Bodendenkmal.